# جوزف یورک، نخستین بارون دوور
جوزف یورک، نخستین بارون دوور (انگلیسی: Joseph Yorke, 1st Baron Dover; ۲۴ ژوئن ۱۷۲۴ – ۲ دسامبر ۱۷۹۲) دیپلمات، نظامی و سیاستمدار اهل پادشاهی بریتانیای کبیر بود.